# Diaspora polonă
Diaspora polonă îi cuprinde nu doar pe emigranții polonezi, ci și pe descendenții lor. Născuți în afara țării de origine, cei mai mulți nu mai vorbesc limba polonă. Adesea, în căutarea identității culturale, aceștia simt nevoia să se cunoască, să se grupeze, să se organizeze. Relativ recent, sintagma „diaspora polonă” a înlocuit-o încet-încet pe cea de „emigrație polonă”. Ea răspunde unei realități diferite de cea din perioada interbelică. Totodată, desemnează și comunitățile polone existente în alte state. 
Date privind diaspora polonă
- Republica Africa de Sud 35 000
- Republica Argentina 450 000
- Australia 200 000
- Austria 200 000
- Regatul Belgiei 50 000
- Republica Belarus 1 500 000
- Republica Federativă a Braziliei 1 800 000
- Canada 900 000
- Republica Cehă 300 000
- Regatul Danemarcei 20 000
- Republica Elenă 50 000
- Confederația Elvețiană 20 000
- Republica Franceză 1 050 000
- Republica Federală Germania 1 500 000
- Republica Italiană 55 000
- Kazahstan 100 000
- Lituania 250 000
- Letonia 200 000
- Regatul Unit al Marii Britanii și Irlandei de Nord 100 000
- România 3 600
- Federația Rusă 1 200 000
- Regatul Spaniei 35 000
- Regatul Suediei 100 000
- Statele Unite ale Americii 10 600 000
- Regatul Țărilor de Jos 50 000
- Ucraina 900 000
- Republica Ungară 400 000